# Boubacar Sanogo
Boubacar Sanogo (Dimbokro, 1982. december 17. –) elefántcsontparti válogatott labdarúgó, jelenleg a német SV Werder Bremen játékosa. 2009. január 27. óta TSG 1899 Hoffenheim csapatánál szerepel kölcsönben a szezon végéig.